# Kenan Şimşek
Kenan Şimşek (n. 1 ianuarie 1968, Ordu, Provincia Ordu, Turcia) este un luptător ce a reprezentat Turcia, medaliat olimpic. A participat la o ediție a Jocurilor Olimpice (1992) în care a câștigat o medalie de argint.

## Participări
Lista de mai jos prezintă principalele competiții la care a participat Kenan Şimşek de-a lungul carierei.
- wrestling at the 1992 Summer Olympics – men's freestyle 90 kg[*]